# Sittard-Geleen
Sittard-Geleen (limburguès Zittert-Gelaen) és un municipi de la província de Limburg, al sud-est dels Països Baixos. L'1 de gener del 2009 tenia 95.353 habitants repartits sobre una superfície de 80,62 km² (dels quals 1,57 km² corresponen a aigua). Limita al nord amb Maaseik i Echt-Susteren, a l'oest amb Dilsen-Stokkem, a l'est amb Selfkant i al sud amb Stein (Limburg), Beek i Schinnen. 	

## Centres de població
| Nucli                  | Població |
| ---------------------- | -------- |
| Sittard                | 37.000   |
| Geleen                 | 32.790   |
| Born                   | 5900     |
| Munstergeleen          | 5080     |
| Grevenbicht-Papenhoven | 3280     |
| Limbricht              | 2690     |

| Nucli        | Població |
| ------------ | -------- |
| Buchten      | 2180     |
| Obbicht      | 2040     |
| Einighausen  | 1460     |
| Broeksittard | 1650     |
| Guttecoven   | 1310     |
| Holtum       | 1260     |

## Ajuntament
- GOB 7 regidors
- CDA 7 regidors
- PvdA 7 regidors
- GroenLinks 6 regidors
- Stadspartij Sittard Geleen Born (SGB) 4 regidors
- VVD 2 regidors
- Ouderenpartij 2 regidors
- TransparanZ 1 regidor
- Stadspartij Burgerbelangen Geleen (SBG) 1 regidor